# Huawei E220

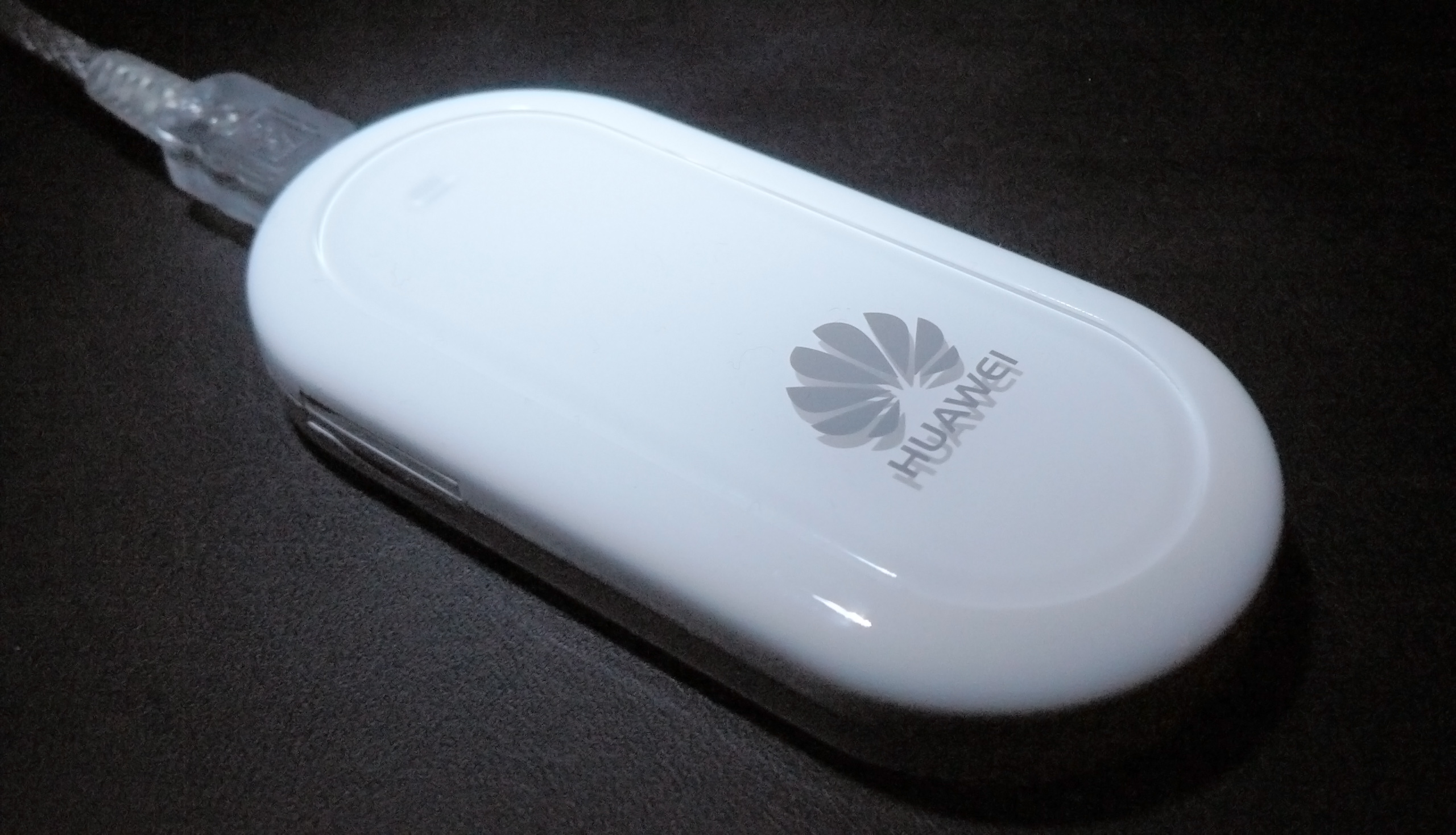
Huawei E220.

El Huawei E220 es un módem USB con soporte de 3.5G (HSDPA), 3G (UMTS), y 2G (GPRS, EDGE, GSM). Fabricado por Huawei y comercializado tanto directamente sin personalizar como adaptado al proveedor de telefonía móvil, fue lanzado el 21 de junio de 2006, y sustituido por el Huawei E270, que incorpora HSUPA.

## Características
La carcasa, mayoritariamente en color blanco, tiene una forma ovalada de 89 x 43 x 14,5 mm y un peso de 40 gramos, con un conector mini USB en el extremo superior. En le lateral izquierdo se encuentra una pieza de plástico a modo de cajón en la que se inserta la tarjeta SIM y que la presiona luego sobre los contactos de la placa. Una placa de plástico unida con pegamento lleva el logotipo de Huawei o del proveedor de GSM. Si se retira permite acceder a dos tornillos que deben retirarse para poder abrir la carcasa.
Una vez retirada nos encontramos con el lector de tarjeta SIM y, protegido por una chapa metálica un transceptor de radiofrecuencia Qualcomm RTR6250 y un microchip de control de alimentación Qualcomm PM6650 junto con varios puntos de test. En el extremo opuesto al conector USB se encuentra la antena interna y un conector para antena externa, inaccesible si no se manipula la carcasa. En la cara inferior, un capacitador AVX BestCap junto al conector USB y también bajo una chapa un amplificador de alimentación ANADIGICS AND0041R y el Qualcomm MSM6280, verdadero CPU del módem. Además hay un chip de memoria flash que almacena el Mobile Partner (estándar o personalizado) o la alternativa implementada por el operador GSM (como el Escritorio Movistar).
La memoria interna aparece accesible al sistema operativo como un dispositivo de almacenamiento masivo USB formateado con CDFS, aunque emulando un dispositivo de CD-ROM.
El módem muestra una luz verde cuando la conexión se ha realizado mediante GPRS, una luz cian cuando ha sido por UMTS/HSDPA y azul cuando se ha establecido el servicio de datos WCDMA.
El E220oo se suministra con un cable estándar corto Mini USB a USB A y un segundo cable largo con dos conectores USB A, para el caso de que una de las tomas no aportara los 500 mA requeridos por el dispositivo para trabajar.
Comparado con otros dispositivos basados en PCMCIA del mismo tipo, el Huawei E220 generalmente ofrece mejor fuerza de señal. Para los usuarios que necesiten una señal más fuerte, hay soluciones comerciales que pueden unir el Huawei E200 a antenas exteriores 3G.

## Software
El Huawei E220 incluye Mobile Partner en su memoria interna. Mobile Partner es el programa genérico de Huawei para gestionar las conexiones del módem USB. Puede configurarse con el APN de cualquier operador y soporta la mayoría de modelos de la marca.
No obstante, dado que la mayoría de las operadoras de red ligan el dispositivo con un contrato o bloqueados a la SIM del operador, este programa suele ser personalizado (Orange lo utiliza, pero bloqueado a sólo sus datos APN y sin posibilidad de edición) o sustituido completamente por uno que no reconoce más SIM y red que la propia. Por ejemplo:
- Vodafone pone en su E220 (denominado Vodafone Mobile Connect USB Modem) su programa Vodafone Mobile Connect Lite, que es una versión más liviana del software Vodafone Mobile Connect.
- Movistar pone en su E220 su programa Escritorio Movistar.

Estos programas aportan soporte para Windows 2000/Windows XP pero la aparición de Windows Vista y Windows 7 fuerza la aparición de nuevas versiones que lo soporten. Tanto Huawei como las operadoras, proporcionan actualizaciones para instalar en la memoria del módem, así como las herramientas necesarias para instalarlo. Lo que algunos aprovechan para poner un software no ligado a una compañía concreta. Dichas herramientas reemplazan la imagen ISO de la memoria por una nueva con el programa actualizado, aunque revertir esto no es tan sencillo, si lo que se desea es volver a la ISO anterior original, si esta falla, lo que lo hace no recomendable.
Huawei tenía antes disponibles estas actualizaciones en su web, pero lo movió recientemente a una web aparte, desapareciendo el Mobile Partner y sus herramientas como descarga independiente. Esto trajo que numerosos foros subieran las herramientas a servidores como Megaupload (viéndose afectados por el cierre de éste en 2012, pero aún disponible en otros sitios). Huawei actualmente, tiene sólo disponible de forma genérica, una versión de su software para Mac OS X.

### Linux
El E220 funciona bien con Linux, tiene soporte desde la versión 2.6.20 del kernel. La tarjeta también tiene soporte en el driver de Linux Vodafone Mobile Connect Card, y es posible controlar la fuerza de la señal mediante otras aplicaciones de Linux.

Se ha confirmado que E220 funciona en las siguientes distribuciones de Linux:
- Slackware: 12.0, 12.1
- Debian: Etch and a half, Lenny
- Ubuntu: Dapper Drake,[12] Edgy Edge, Feisty Fawn, Gutsy Gibbon, Hardy Heron, Intrepid Ibex y posteriores
- SUSE Linux: OpenSuse 11.0
- Guadalinex: V4, V4.2
- Linex[13]

## Operadores
- España: Vodafone, Movistar, Simyo, ONO, Orange y Yoigo.
- México: Claro.